# Embryo (Album)
Embryo ist das Debütalbum des deutschen Rappers MoTrip. Es erschien am 2. März 2012 über das Label Universal Music.

## Inhalt
Das Album ist thematisch größtenteils sehr persönlich gehalten. Die verwendeten Texte schrieb MoTrip über einen Zeitraum von vier Jahren, wobei am Album effektiv nur wenige Monate gearbeitet wurden.

## Produktion
Die Beats des Albums wurden zum Großteil vom deutschen Produzententeam FNSHRS. (bestehend aus: Paul NZA, Marek Pompetzki und Cecil Remmler) in den Numarek Studios in Berlin-Kreuzberg produziert. Außerdem sind Beats von ILLthinker, Sinch, Deflev und Ken Kenay vertreten. Das Instrumental zu Kettenreaktion schufen Beatzarre und Djorkaeff.
Die kurze Produktionszeit von etwa drei Monaten begründete MoTrip in einem Interview damit, dass er bereits vor seinem Vertrag mit Universal genug Lieder für zwei Alben vorrätig gehabt habe. Bei Universal wurden diese lediglich „professionalisiert“, wobei MoTrip betonte, „alle Freiheiten“ bei der Produktion gehabt zu haben.

## Vermarktung
| Professionelle Bewertungen | Professionelle Bewertungen |
| -------------------------- | -------------------------- |
| Kritiken                   |                            |
| Quelle                     | Bewertung                  |
| laut.de                    | [ 5 ]                      |
| Rap.de                     | [ 6 ]                      |
| rappers.in                 | [ 7 ]                      |

Im Vorfeld der Veröffentlichung des Albums erschienen bereits 2011 Videos zum Song Albtraum und dem Lied Was mein Auto angeht im Internet. Wobei letzterer kostenlos auf MoTrips Facebook-Seite heruntergeladen werden konnte. Am 15. und 27. Februar 2012 erschienen Videos in Zusammenarbeit mit der Juice, die MoTrip beim Aufnahmeprozess des Albums zeigten und Ausschnitte einiger Songs enthielten. Außerdem war der Rapper Teil der Coverstory des Juice-Hefts #141 und veröffentlichte ein Remake des Songs Albtraum am 17. Februar 2012. Sechs Tage später folgte ein Musikvideo zum Song Kennen, der ersten digitalen Single des Albums. Das Video wurde in MoTrips Geburtsstadt Beirut gedreht. Außerdem erschienen am 5. und 8. März 2012 Musikvideos zu den Liedern Gorilla sowie King in der Videoreihe Halt die Fresse von aggro.tv. Ein letztes Video folgte zu Feder im Wind 20. August 2012.

## Covergestaltung
Das Albumcover zeigt einen Fetus in einer Fruchtblase vor dunklem Hintergrund. Im unteren Teil des Bildes steht der Schriftzug MoTrip | Embryo.

## Gastbeiträge
Auf sechs Liedern des Albums sind Gastbeiträge anderer Künstler zu finden. So tritt der Rapper Marsimoto bei Triptheorie / Meine Rhymes & ich in Erscheinung, während MoTrip auf Gorilla von seinem Bruder Elmo unterstützt wird. RAF 3.0 rappt den Refrain beim Lied Kunst und Kettenreaktion ist ein Kollabo-Song mit den Rappern JokA und Silla, wobei JokA ebenfalls auf dem Bonus-Song R.I.P. vertreten ist und Silla auf Rapführerschein einen weiteren Gastbeitrag besitzt.

## Titelliste
| #  | Titel                            | Gastmusiker    | Länge |
| -- | -------------------------------- | -------------- | ----- |
| 1  | Kennen                           |                | 3:12  |
| 2  | King                             |                | 3:01  |
| 3  | Feder im Wind                    |                | 3:26  |
| 4  | Schreiben, schreiben             |                | 4:47  |
| 5  | Triptheorie / Meine Rhymes & ich | Marsimoto      | 3:05  |
| 6  | Die Frage ist wann               |                | 4:01  |
| 7  | Alles was ich wollte             |                | 4:11  |
| 8  | Tagebuch                         |                | 4:09  |
| 9  | Kanacke mit Grips                |                | 3:50  |
| 10 | Gorilla                          | Elmo           | 2:00  |
| 11 | Kunst                            | RAF 3.0        | 2:33  |
| 12 | Albtraum                         |                | 4:21  |
| 13 | Wir                              |                | 3:00  |
| 14 | Kettenreaktion                   | JokA und Silla | 3:35  |
| 15 | Wie die Zeit verrennt            |                | 3:34  |
| 16 | Embryo                           |                | 3:09  |
| 17 | Intro / Ich fang am Ende an      |                | 3:44  |

Bonus-Songs der amazon-Edition:
| #  | Titel                | Gastmusiker | Länge |
| -- | -------------------- | ----------- | ----- |
| 18 | R.I.P.               | JokA        | 2:23  |
| 19 | Was mein Auto angeht |             | 3:30  |

Bonus-Songs der iTunes-Edition:
| #  | Titel                | Gastmusiker | Länge |
| -- | -------------------- | ----------- | ----- |
| 18 | Rapführerschein      | Silla       | 2:50  |
| 19 | Was mein Auto angeht |             | 3:30  |

## Chartplatzierungen und Singles
Embryo stieg in der 12. Kalenderwoche des Jahres 2012 auf Platz 9 in die deutschen Charts ein und hielt sich drei Wochen in den Top 100 und konnte bis dato etwa 19.000 Verkäufe verbuchen.
Am 24. Februar 2012 wurde der Song Kennen als Single zum Download ausgekoppelt, konnte sich aber nicht in den Charts platzieren.